# Donatus Aihmiosion Ogun
Donatus Aihmiosion Ogun OSA (* 12. Oktober 1966 in Sapele, Bundesstaat Delta, Nigeria) ist ein nigerianischer Geistlicher und römisch-katholischer Bischof von Uromi.

## Leben
Donatus Aihmiosion Ogun trat der Ordensgemeinschaft der Augustiner bei und legte am 28. August 1989 die zeitliche Profess. Ogun legte am 28. August 1992 die ewige Profess ab. Er empfing am 13. Juli 1993 das Sakrament der Priesterweihe.
Am 6. November 2014 ernannte ihn Papst Franziskus zum Bischof von Uromi. Sein Amtsvorgänger Augustine Obiora Akubeze, Erzbischof von Benin City, spendete ihm am 31. Januar des folgenden Jahres die Bischofsweihe. Mitkonsekratoren waren der Bischof von Warri, John ’Oke Afareha, und der Bischof von Kano, John Namanzah Niyiring OSA